# Twierdzenie Cantora
Twierdzenie Cantora – twierdzenie teorii mnogości udowodnione przez Georga Cantora mówiące, że każdy zbiór ma moc mniejszą niż rodzina jego wszystkich podzbiorów, czyli jego zbiór potęgowy. Konsekwencje tego faktu:
- zbiór liczb rzeczywistych jest nieprzeliczalny – większy od zbioru liczb naturalnych[2];
- nie istnieje zbiór wszystkich zbiorów.

## Dowód
Niech {\displaystyle f\colon A\to {\mathcal {P}}(A)} będzie dowolną funkcją z danego zbioru {\displaystyle A} w jego zbiór potęgowy {\displaystyle {\mathcal {P}}(A).} Zdefiniujmy zbiór {\displaystyle B} jako zbiór tych elementów zbioru {\displaystyle A,} które nie należą do swoich obrazów w odwzorowaniu {\displaystyle f{:}}
{\displaystyle B=\{x\in A:x\notin f(x)\}.}
Zbiór {\displaystyle B,} jako podzbiór zbioru {\displaystyle A,} jest oczywiście elementem zbioru potęgowego {\displaystyle A{:}}
{\displaystyle B\subseteq A\Rightarrow B\in {\mathcal {P}}(A).}
Wobec powyższego dla dowolnego elementu {\displaystyle m} należącego do zbioru {\displaystyle A} zachodzi:
{\displaystyle m\notin f(m)\Rightarrow m\notin f(m)\wedge m\in B\Rightarrow f(m)\neq B,}
{\displaystyle m\in f(m)\Rightarrow m\in f(m)\wedge m\notin B\Rightarrow f(m)\neq B.}
Zatem zbiór {\displaystyle B} nie jest obrazem żadnego elementu zbioru {\displaystyle A} w odwzorowaniu {\displaystyle f,} stąd funkcja {\displaystyle f} nie może być suriekcją (funkcją „na”), a w szczególności nie może być bijekcją. Oznacza to, że zbiory {\displaystyle A} i {\displaystyle {\mathcal {P}}(A)} nie są równoliczne: {\displaystyle |A|\neq |{\mathcal {P}}(A)|.}
Jednocześnie zbiór {\displaystyle A} nie może mieć mocy większej od swojego zbioru potęgowego {\displaystyle {\mathcal {P}}(A),} gdyż jest równoliczny z podzbiorem właściwym zbioru {\displaystyle {\mathcal {P}}(A).} Istnieje bowiem iniekcja z {\displaystyle A} w {\displaystyle {\mathcal {P}}(A),} przypisująca każdemu elementowi {\displaystyle x} jego singleton:
{\displaystyle g:A\ni x\mapsto \{x\}\in {\mathcal {P}}(A).}
Zatem moc zbioru {\displaystyle A} jest mniejsza niż jego zbioru potęgowego:
{\displaystyle |A|<|{\mathcal {P}}(A)|.}
Powyższy dowód z uwagi na użyte wyrażenie {\displaystyle x\notin f(x)} jest rozumowaniem przekątniowym.

## Historia
Cantor podał podobny dowód w pracy Über eine elementare Frage der Mannigfaltigkeitslehre (1890/91) (gdzie zastosował metodę przekątniową, również dla dowodu nieprzeliczalności zbioru liczb rzeczywistych, którą wcześniej wykazywał innymi metodami). 
Dowód ów Cantor sformułował w terminach funkcji charakterystycznych zbioru, nie podzbiorów zbioru, jak się go formułuje obecnie. Wykazał mianowicie, że jeśli {\displaystyle f} jest funkcją na zbiorze {\displaystyle X,} której wartościami są funkcje charakterystyczne podzbiorów zbioru {\displaystyle X,} to funkcja charakterystyczna {\displaystyle x\mapsto 1-(f(x))(x)} nie należy do zbioru wartości {\displaystyle f.}
Podobny dowód pojawił się w Principia mathematica Whiteheada i Russella (1903, rozdział 348), gdzie pokazuje się, że form zdaniowych jest więcej niż obiektów. Russell przypisuje ideę dowodu Cantorowi.
Ernst Zermelo cytuje twierdzenie Cantora w pracy Untersuchungen über die Grundlagen der Mengenlehre I (1908).